# L'uomo della guerra possibile
L'uomo della guerra possibile è un film italiano del 1986 diretto da Romeo Costantini e tratto dal romanzo del 1977 Il diario di un provocatore di Dario Paccino.
Originariamente presentato nel 1984 alla Mostra del cinema di Venezia e candidato al Globo d'Oro della stampa estera con il titolo Una notte di pioggia, tratta il tema, molto diffuso nell'opinione pubblica dell'epoca, del rischio nucleare.

## Trama
Lo scienziato Giorgio Ferrari sta lavorando a un antidoto contro le conseguenze delle radiazioni nucleari.
Un attentato presso il centro studi in cui lavora lo costringe a trasferire le sue ricerche presso un laboratorio di proprietà della Western Company, la società che aveva finanziato l'acquisto delle apparecchiature distrutte.
Ferrari scopre di essere coinvolto suo malgrado in un progetto pilota da condursi sugli abitanti di un paesino abruzzese (fittizio, dal nome Roccamara) alle pendici del Gran Sasso, da usare come cavie per essere esposti a radiazioni, in modo dunque da testare l'antidoto in preparazione.
La scoperta della macchinazione che lo vede involontario protagonista lo porta a tentare di denunciare le manovre della Western Company, anche se il suo proposito non andrà a buon fine.

## Produzione
Il film, con il titolo Una notte di pioggia prodotto dalla Cooperativa Coala Spettacoli Autori e Lavoratori Associati e distribuito dalla Gaumont Italia, fu girato tra il 1982 e il 1984 per problemi intervenuti dopo poche settimane di lavorazione a causa della chiusura improvvisa della filiale italiana da parte della casa madre Gaumont, con il conseguente blocco di tutti i film in produzione.
Con un intervento dell'allora Presidente della Repubblica Sandro Pertini, sollecitato dalla casa produttrice del film, la produzione trovò altre risorse economiche presso gli appositi fondi per il cinema erogati dalla Direzione Generale Cinema del Ministero per i beni e le attività culturali. Ma tra pratiche burocratiche e altri problemi, ci fu una pausa di oltre un anno tra la prima parte e la seconda parte delle riprese.

### Contesto
Nonostante la povertà di mezzi, il film analizza e incarna fino in fondo le paure del nucleare che agitavano l'Europa nel periodo in cui fu girato alla fine degli anni settanta, e in cui fu distribuito alla vigilia dei referendum abrogativi del 1987 per le centrali nucleari seguito al disastro di Chernobyl. Nei titoli di coda sono presenti i filmati originali delle manifestazioni contro l'installazione dei missili nucleari nella base Nato di Comiso.

## Distribuzione
Il film, una volta terminato nel 1984, con il titolo Una notte di pioggia fu selezionato per la 41 Mostra del cinema di Venezia dove ebbe una calorosa accoglienza, ma distribuito con il nuovo titolo di L'uomo della guerra possibile solo nel 1986, godette solo di una limitata distribuzione cinematografica presso gli Indipendenti Regionali e di un'altrettanto limitata edizione in VHS a cura della Videa nel 1989.